# Kano (rappeur)
Pour les articles homonymes, voir Kano.
 (janvier 2011).
Si vous disposez d'ouvrages ou d'articles de référence ou si vous connaissez des sites web de qualité traitant du thème abordé ici, merci de compléter l'article en donnant les références utiles à sa vérifiabilité et en les liant à la section « Notes et références ».
Kano, de son vrai nom Kane Brett Robinson, (21 mai 1985 à East Ham, Londres - ) est un rappeur, parolier et producteur de musique britannique d'origine jamaïcaine. Il fait partie du N.A.S.T.Y. Crew.
Son style s'apparente à du grime, mais aussi au hip-hop plus traditionnel.
Il a été aussi présent dans la série Top Boy en tant que Sully.

## Biographie
Kane Brett Robinson, né à East Ham, Londres, a été élevé par des parents jamaïcains. Il a fréquenté l'école secondaire de Langdon où il a terminé son GCSE, avant d'étudier les A-Levels en sixième. Dans ses jeunes années, il était un footballeur prometteur, représentant Chelsea, West Ham United, Norwich City et le Celtic à l'âge de 13 ans, abandonnant finalement ses ambitions sportives en faveur d'une carrière musicale.. 
En 2023, Kane Brett Robinson joue le rôle principal dans The Kitchen, un thriller dystopique pour Netflix réalisé par Kibwe Tavares et Daniel Kaluuya, dont la première aura eu lieu au 67e Festival du film de Londres le 15 octobre 2023..

## Discographie

### Albums studio
- 2005 : Home Sweet Home
- 2007 : London Town
- 2008 : 140 Grime St
- 2010 : Method to the Maadness
- 2016 : Made in the Manor

## Filmographie
- 2011-2023 : Top Boy (série télévisée)
- 2012 : Tower Block
- 2023 : The Kitchen